# Chronologie de la classification botanique
On peut faire commencer la classification botanique avec Théophraste. Au XVIe siècle seulement, le médecin marocain Abul Qasim ibn Mohammed al-Ghassani constitue la première pharmacopée moderne avec une classification à 3 degrés. Une classification formelle est rendue possible en Europe uniquement avec l'introduction de la nomenclature binomiale en 1753 par Carl von Linné (1707-1778).

## Classifications macroscopiques
La première classification botanique utilisant la nomenclature binomiale est la classification de Candolle dans son ouvrage le Prodromus publié entre 1824 et 1873. 
Une autre classification majeure du XIXe siècle est la classification de Bentham et Hooker parue en 3 volumes entre 1862 et 1883.
Le XXe siècle voit la parution de nombreuses classifications (par exemple la classification de Wettstein) mais l’une des plus importantes[réf. nécessaire] est la classification de Cronquist en 1981, suivie en 1998 de la première classification APG pour les plantes à fleur (angiospermes).
Les classifications précédant la découverte de l'ADN et les techniques d'analyse de cet ADN se basaient sur l'identification de caractéristiques physiques communes aux plantes, basée sur l'observation des différentes parties, notamment aériennes, de la plante : tiges, feuilles, fleurs avec leurs organes reproducteurs, sépales et pétales. Cette méthode transparait au travers des flores.

## Classifications phylogénétiques
L'introduction de l'analyse ADN remet en cause ces classifications, sur la base d'une proximité génétique, donc moléculaire, plutôt que macroscopique.
Aujourd’hui au XXIe siècle, la classification la plus importante pour les angiospermes est la classification APG III qui date de 2009. Cependant la classification de Cronquist reste encore la référence pour les autres classes botaniques[réf. nécessaire], parallèlement au développement (en cours) de la classification phylogénétique des plantes vraies (Viridiplantae) encore appelées chlorobiontes (Chlorobionta) dans la « lignée verte » (Archaeplastida, un clade qui devrait à terme réformer le règne classique Plantae des plantes et autres espèces assimilées).